# Маріус Бренчу
Маріус Бренчу (рум. Marius Brenciu; нар. 11 листопада 1973, Брашов, Соціалістична Республіка Румунія) — румунський оперний співак (тенор). У 2001 році переміг у конкурсі «Кардіффські голоси».